# Ferrotramviaria
Ferrotramviaria è una società per azioni attiva nel settore del trasporto pubblico ferroviario regionale (linee FR1 e FR2) e metropolitano (linee FM1 e FM2) nel territorio del Nord Barese. 
Ferrotramviaria gestisce i propri servizi ferroviari passeggeri sulla rete regionale denominata Ferrovie del Nord Barese, di cui è anche gestore dell’infrastruttura. Inoltre la società offre servizi di trasporto pubblico locale interurbano su autolinee e servizi ferroviari merci su rete RFI.

## Settori di attività
- Trasporto ferroviario regionale e metropolitano, con un'offerta di relazione promossa sotto il nome di Ferrovie del Nord Barese.
- Autolinee suburbane e interurbane che servono le province di Bari e Barletta-Andria-Trani, sviluppandosi su una rete lunga 128,50 km su percorso parallelo alla Ferrovia.
- Trasporto merci: cessato negli anni 1990 il traffico merci sulla propria linea sociale, l'attività di trasporto merci fu ripresa a partire dal 2012 in virtù della stipula di una partnership con l'operatore privato GTS Rail, che prevedeva inizialmente l'utilizzo di personale FT fra Bari e Ancona con locomotive GTS;[1] contestualmente Ferrotramviaria acquisì per tali servizi due locomotive Bombardier TRAXX E 483 040-041, analoghe a quelle dell'impresa consociata, consegnate nel 2013. A tali fini già dall'8 marzo 2014 l'azienda ottenne la licenza di operatore ferroviario n.34.[2][3] Attualmente, per i servizi cargo, Ferrotramviaria dispone di un parco rotabili di proprietà composta da quattro locomotive Bombardier TRAXX E483.

### Payoff
Peculiarità di Ferrotramviaria è quella di usare un payoff per connotare i servizi da essa svolti.
Negli anni ottanta era riportata, sulle fiancate dei rotabili e nei documenti officiali, la frase "Ferrovia Bari Nord / Bari-Barletta".
Successivamente, allorché si prospettò l'ampliamento della rete con costruzione di alcune diramazioni, tale locuzione venne declinata al plurale come "Ferrovie del Nord Barese".

## Storia

Rete ferroviaria in gestione alla Ferrotramviaria

### Gli inizi
La società Ferrotramviaria, costituita a Roma nel 1936 su impulso del conte Ugo Pasquini, amministratore delegato delle Ferrovie del Sud Est (che parteciparono all'azionariato della società), subentrò alla Sociètè Anonyme de Chemin de Fer Economiques de Bari-Barletta et extensiones, che gestiva la tranvia a scartamento ridotto Bari-Barletta dopo che questa, nel 1934, era stata posta in liquidazione, della quale riprese e continuò l'esercizio a vapore fino al 1959.
Qualche anno dopo iniziò i lavori di trasformazione del tracciato in ferrovia, con adeguamento dei binari allo scartamento standard (1.435 mm) e l'installazione della linea elettrica a corrente continua a 3.000 volt.
La ferrovia Bari-Barletta, detta anche Ferrovia Bari Nord, venne poi aperta al traffico nel 1965.

### Gli sviluppi
Nel 2008 venne attivata la ferrovia metropolitana di Bari.
Nel 2009 fu costituito il Consorzio Acquario, una società paritetica tra Ferrotramviaria e Trenitalia che effettuava corse, non coperte dai contributi pubblici, lungo le linee Bari-Andria della prima società e Bari-Lecce di Rete Ferroviaria Italiana con elettrotreni FLIRT della Ferrotramviaria in allestimento di sola prima classe. I prezzi erano livellati rispetto alla seconda classe standard dei servizi Frecciabianca. Penalizzati dallo scarso successo commerciale, tali servizi furono soppressi l'anno successivo ed il consorzio venne sciolto.
Il 20 luglio 2013 la Ferrotramviaria S.p.A. ha aperto al pubblico il nuovo passante per l'Aeroporto di Bari "Karol Wojtyła", realizzato come variante della linea storica Bari-Barletta e cofinanziato con oltre 40 milioni di euro di fondi dell'Unione europea. L'opera ha dato vita ad una nuova fase di intermodalità (treno-aereo) e di interoperabilità (con Trenitalia e con le Ferrovie Appulo Lucane, grazie ad accordi commerciali tra le tre aziende).
Nel corso del 2015 Ferrotramviaria ha esercito 1.952.043,75 Treni*km, la maggior parte dei quali contrattualizzati con la Regione Puglia e i restanti a libero mercato.
Ferrotramviaria, nel corso degli ultimi quaranta anni,  ha accumulato notevoli competenze in materia di progettazione di infrastrutture ferroviarie e di gestione dei relativi servizi anche grazie all’esperienza maturata, oltre che in Puglia, nella gestione di linee ferroviarie in Sardegna fino alla fine degli anni ‘60. Tale capacità si è concretizzata nel 2004 con la costituzione della controllata Ferrotramviaria Engineering S.p.A., società preposta principalmente alla progettazione di infrastrutture e relativa direzione dei lavori di costruzione.

### L'incidente e il raddoppio
Il 12 luglio 2016 sul tratto ferroviario tra Andria e Corato si è verificato un tragico incidente ferroviario che ha causato la morte di 23 persone.
Da alcuni anni sono in corso i lavori di ammodernamento e raddoppio, all'epoca dell'incidente fermi a Ruvo. Nel 2019 è stata realizzata la fermata dell'ospedale di Corato e quella di Andria Sud attivate il 3 aprile 2023; l'elettrificazione era avvenuta a fine 2021. Nel 2020 il consorzio bolognese Integra ha vinto l'appalto europeo per l'interramento dell'infrastruttura nell'abitato di Andria e la costruzione della stazione di Andria Nord.

## Materiale rotabile
Per la costruzione della prima linea sociale da Bari a Barletta, in sostituzione della preesistente tranvia, la Ferrotramviaria si dotò di alcune locomotive a vapore, fra cui la 149, acquisita nel 1950 dalla Società delle Guidovie Centrali Venete, che eserciva per conto della Società Veneta le linee per Bagnoli di Sopra, Piove di Sacco, Fusina e Mestre, chiuse nel 1954. Altra locomotiva a vapore acquisita fu la 360, originariamente costruita nel 1903 per la Seetalbahn e poi passata alla Società Veneta e alla società La Ferroviaria Italiana, che la cedette nel 1958. Fu impiegata per i treni cantiere e merci; risultava esistente ancora nel 1966, ma di lì a poco fu ceduta alle Acciaierie e Ferriere Pugliesi di Giovinazzo per la demolizione.

### Elettromotrici ed elettrotreni

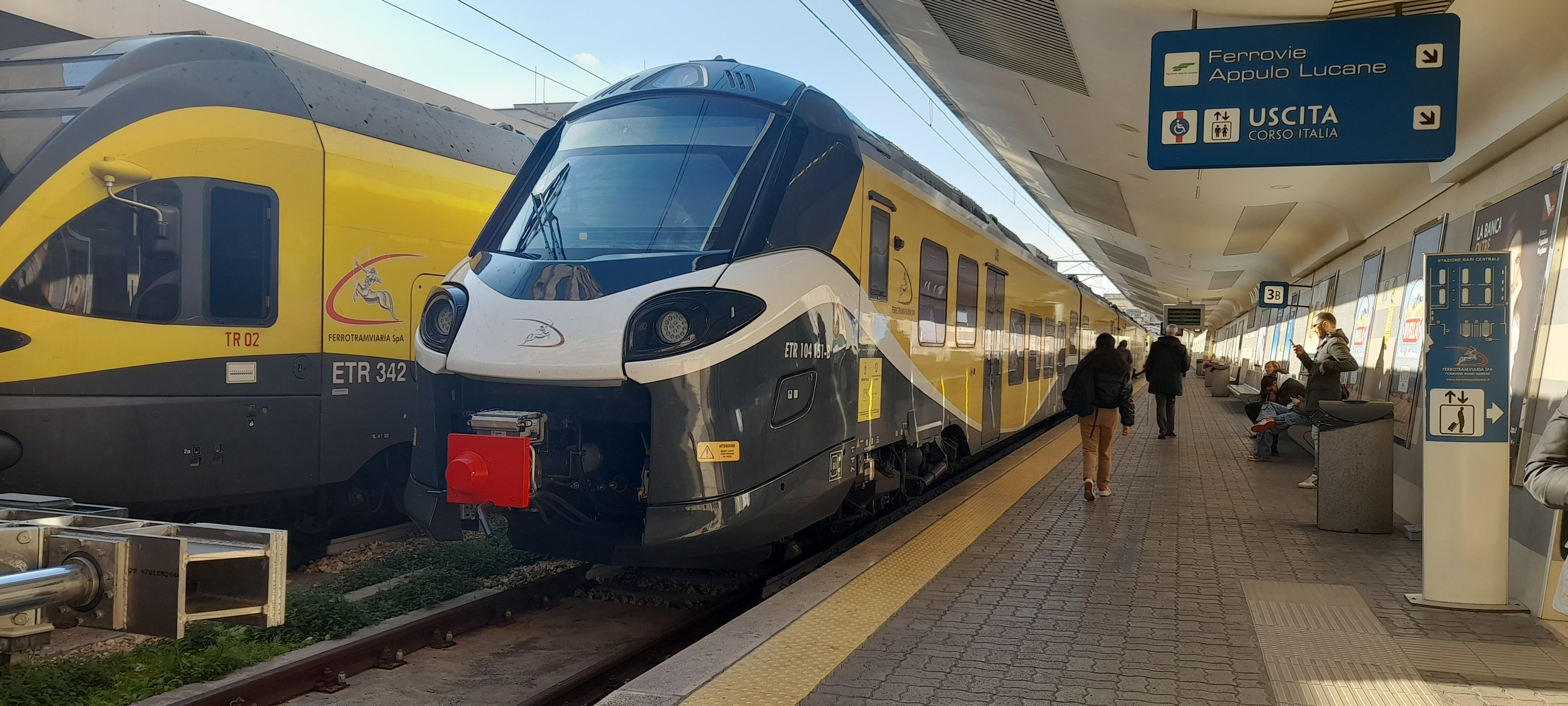
Elettrotreno Coradia Alstom POP di Ferrotramviaria con la sua caratteristica livrea

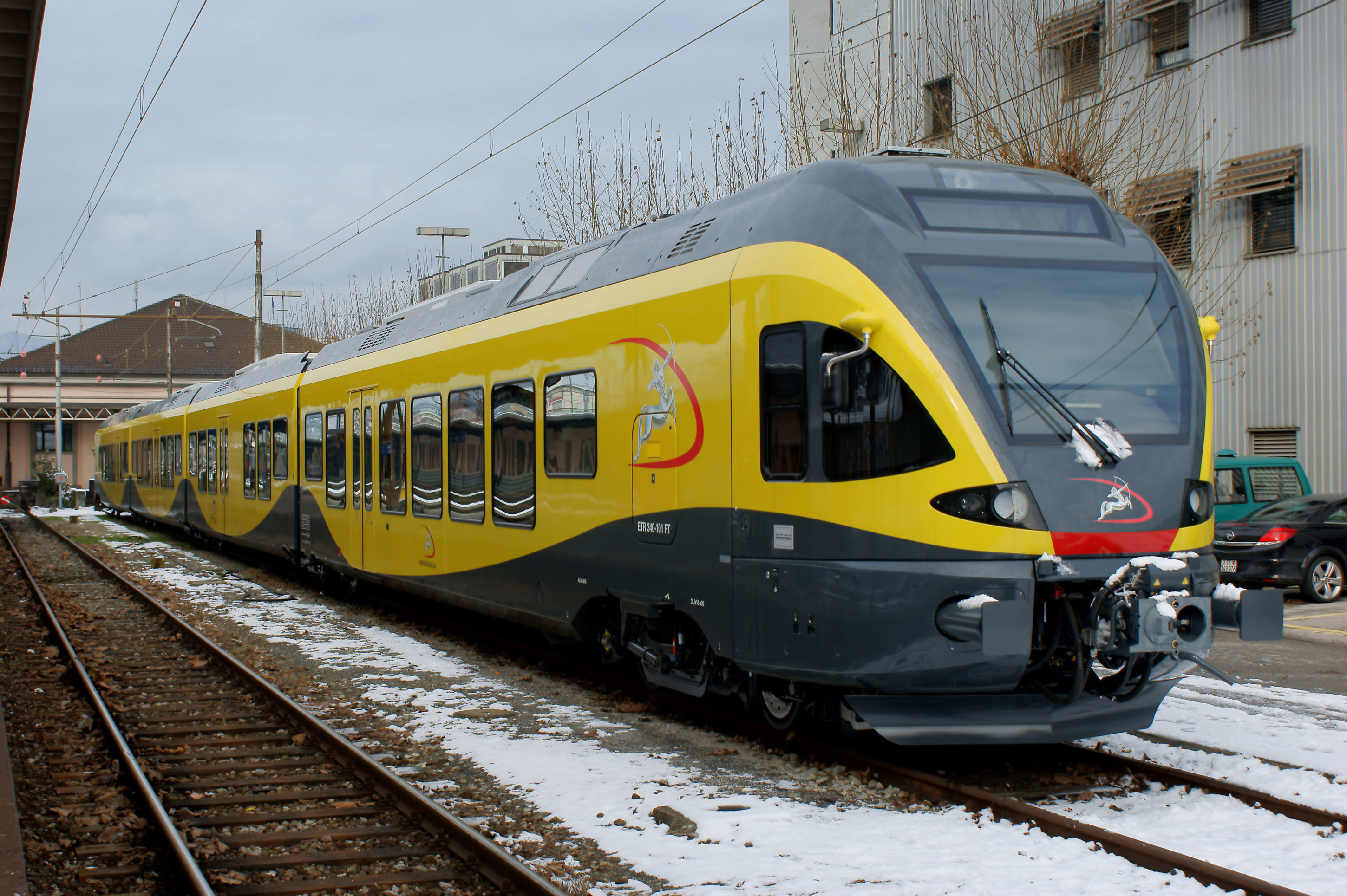
Elettrotreno Stadler ETR 341

### Attuale parco

#### Linea FR1, FR2, FM2 (Bari-Barletta)
- 8 Elettrotreni Coradia Alstom Pop a 4 casse[21][22]
- 2 Elettrotreni Stadler "Flirt" a 4 casse;
- 3 Elettrotreni CAF Civity a 4 casse;
- 2 Elettrotreni Coradia Alstom FT a 4 casse

#### Linea FM1 (Linea metropolitana di Bari-Quartiere S. Paolo)
- 4 Elettrotreni Coradia Alstom FT a 3 casse

### Evoluzione del parco rotabili

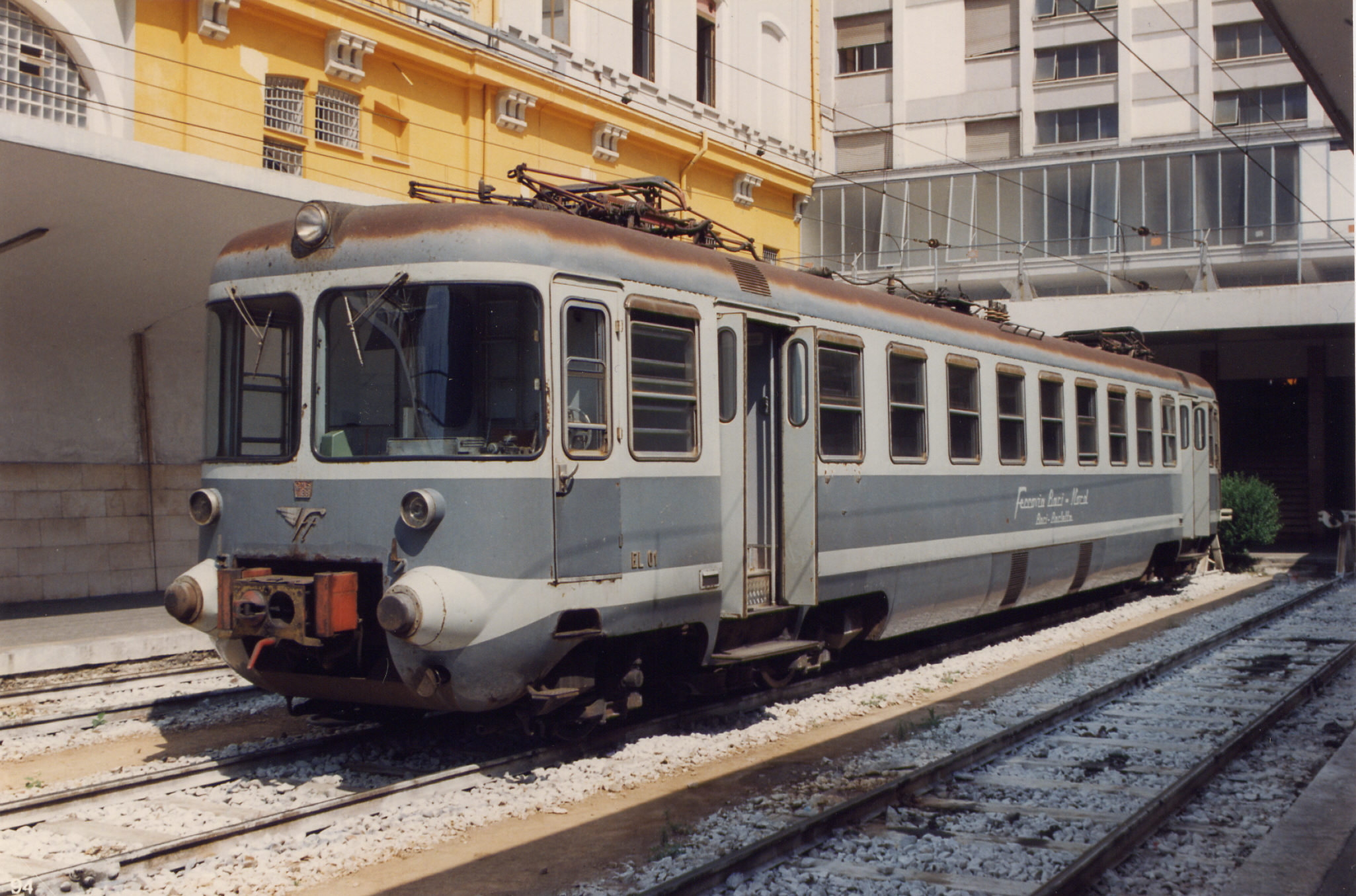
Elettromotrice EL 01, in servizio dal 1963 al 2010

Per l'esercizio regolare fu acquisito un parco a trazione elettrica costituito dalle 7 elettromotrici Stanga-TIBB EL.01÷07 consegnate nel 1963, seguite l'anno successivo dalle EL 08÷09. Un'ulteriore fornitura risale al 1980: le EL 10÷12, assemblate a Bologna presso le officine Casaralta, si distinguevano per la presenza di respingenti di nuovo disegno e dei pantografi monobraccio Faiveley.

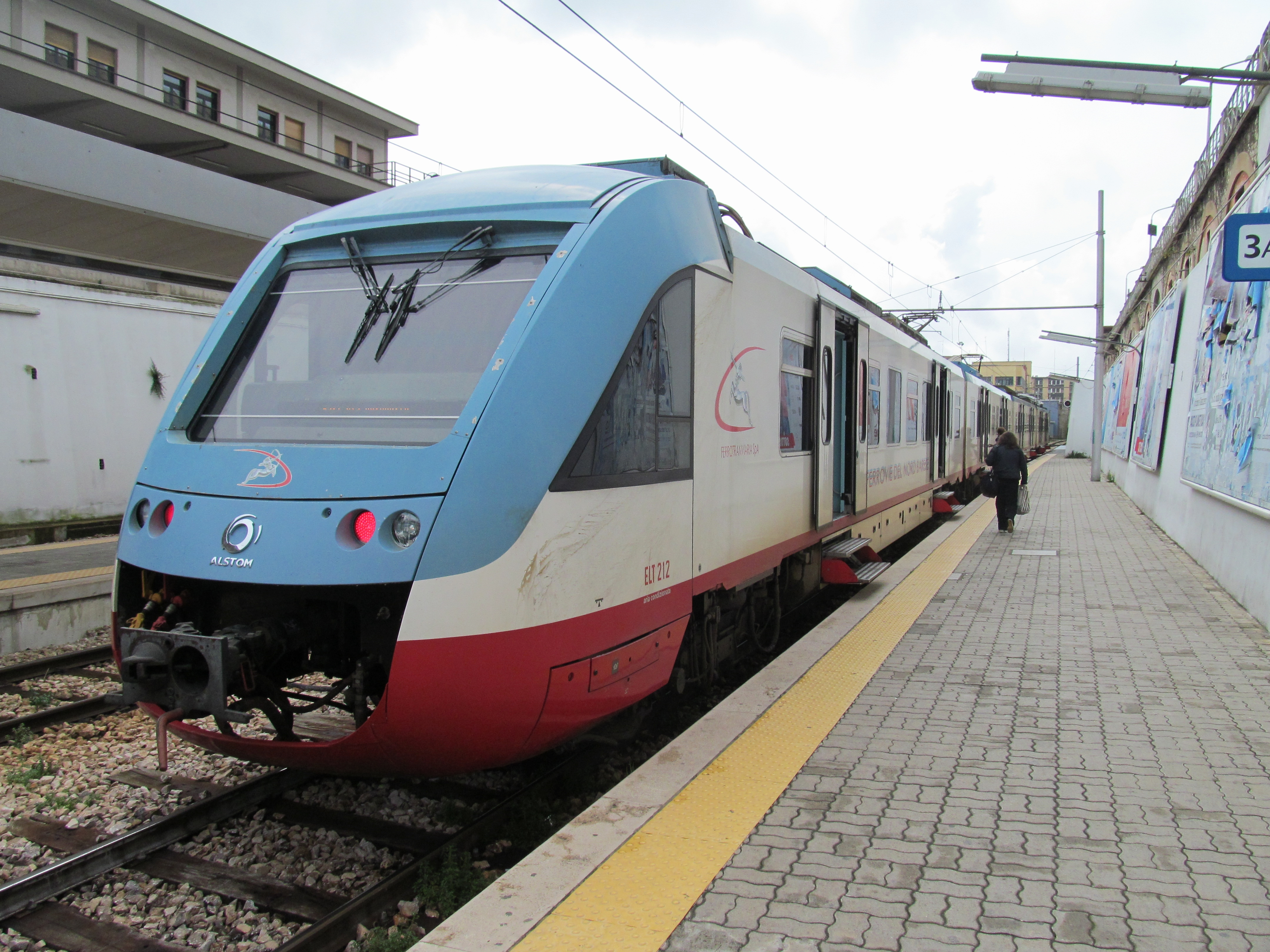
Elettrotreno Coradia Alstom, FT ELT 200, alla stazione di Bari Centrale FT.

Nel 1993 la livrea grigia sociale mutò leggermente, arricchendosi di filetti gialli in analogia con lo schema adottato dalle FS per le carrozze tipo Z in consegna all'epoca. Dal 2010, in conseguenza dell'arrivo di nuovi rotabili, diverse unità risultano fuori servizio o in corso di ristrutturazione. La nuova livrea rosso/azzurra che contraddistingue i servizi regionali della Puglia è stata adottata a partire dagli esemplari 04 e 06.
Risale al 1994 la fornitura di treni Firema E.126, del sottotipo "C", con equipaggiamenti di trazione ABB costituiti ciascuno da un'unità motrice ed una rimorchiata, alla Ferrotramviaria per servizi sulla Ferrovia Bari Nord. I convogli, realizzati anch'essi presso le officine di Casaralta, vennero immatricolati presso tale azienda come EL 13÷15 + Rp 59÷61.
Tali unità, con massa a vuoto di 48,4 t e velocità massima di 130 km/h, possono operare in comando multiplo con le altre unità del parco, dal cui progetto i treni E 126 sono derivati.
Attualmente, il parco di Ferrotramviaria si compone esclusivamente di elettrotreni a composizione bloccata.
I primi ad entrare in servizio, nel 2004, furono i 6 elettrotreni Alstom Coradia a 3 casse ELT.201÷206, i quali si distinguevano dal precedente materiale rotabile per la nuova livrea bianco/rosso/celeste. Ad essi fecero seguito, nel 2008, altrettanti esemplari analoghi a 4 casse (ELT.207÷212). Al fine di uniformare il parco e incrementare l'offerta di trasporto, nel 2010 vennero consegnate alla FT 6 rimorchiate intermedie destinate a completare i treni della prima fornitura.
Nel 2009 fu la volta dei 4 elettrotreni Stadler FLIRT ETR 341 TR01÷TR02, ed ETR 342 TR01÷TR02, dei quali i primi due di sola prima classe inizialmente destinati ai treni a prezzo di mercato svolti dal disciolto consorzio Acquario.
Nel dicembre 2012 sono stati acquisiti 3 elettrotreni Elettrotreno CAF Civity a 4 casse, con opzione per altri 2. Attualmente infatti Ferrotramviaria dispone di 5 Elettrotreni CAF Civity a 4 casse.
Nell'ottobre del 2022, sono stati acquistati 11 nuovi elettrotreni "Pop" Alstom a 4 casse, che progressivamente sono stati attivati sull'intera tratta tra il 2023 e il 2024, in previsione anche della riapertura della tratta Andria Sud-Corato il 3 aprile 2023.

### Rimorchiate e carrozze
Alle forniture di elettromotrici si accompagnò la consegna di rimorchiate di foggia e caratteristiche del tutto analoghe, immatricolate Rp. 51÷54 quelle del 1963, seguite l'anno successivo dalle Rp. 55÷56 ed infine, nel 1980, dalle Rp. 57-58.
Nel 1973 vennero acquistate di seconda mano dalle ferrovie francesi SNCF due carrozze a carrelli cui nel 1976 si aggiunsero due convogli di 3 carrozze ciascuno realizzati con analoghe vetture provenienti dalla compagnia ferroviaria tedesca Westfälische Landes-Eisenbahn (WLE) che consentirono di rendere superfluo il noleggio effettuato fra il 1974 e il 1979 di una composizione FS formata dalla locomotiva E.626.318 e 4 carrozze Bz 38.000.
Nel 1992 entrarono in servizio 4 carrozze per medie distanze a vestiboli centrali del tipo analogo a quella allora in consegna alle FS, che vennero abbinate alla locomotiva 101 a formare un convoglio cromaticamente omogeneo da destinare ai servizi a maggior afflusso di passeggeri in sostituzione del materiale rimorchiato precedentemente usato. La livrea grigio/gialla adottata riprendeva curiosamente quella delle carrozze tipo Z delle FS, allora in consegna, destinate ai servizi intercity; il medesimo schema di coloritura fu esteso alle elettromotrici Stanga-Tibb a partire dalla coppia EL 11+Rp 56.

### Locomotive

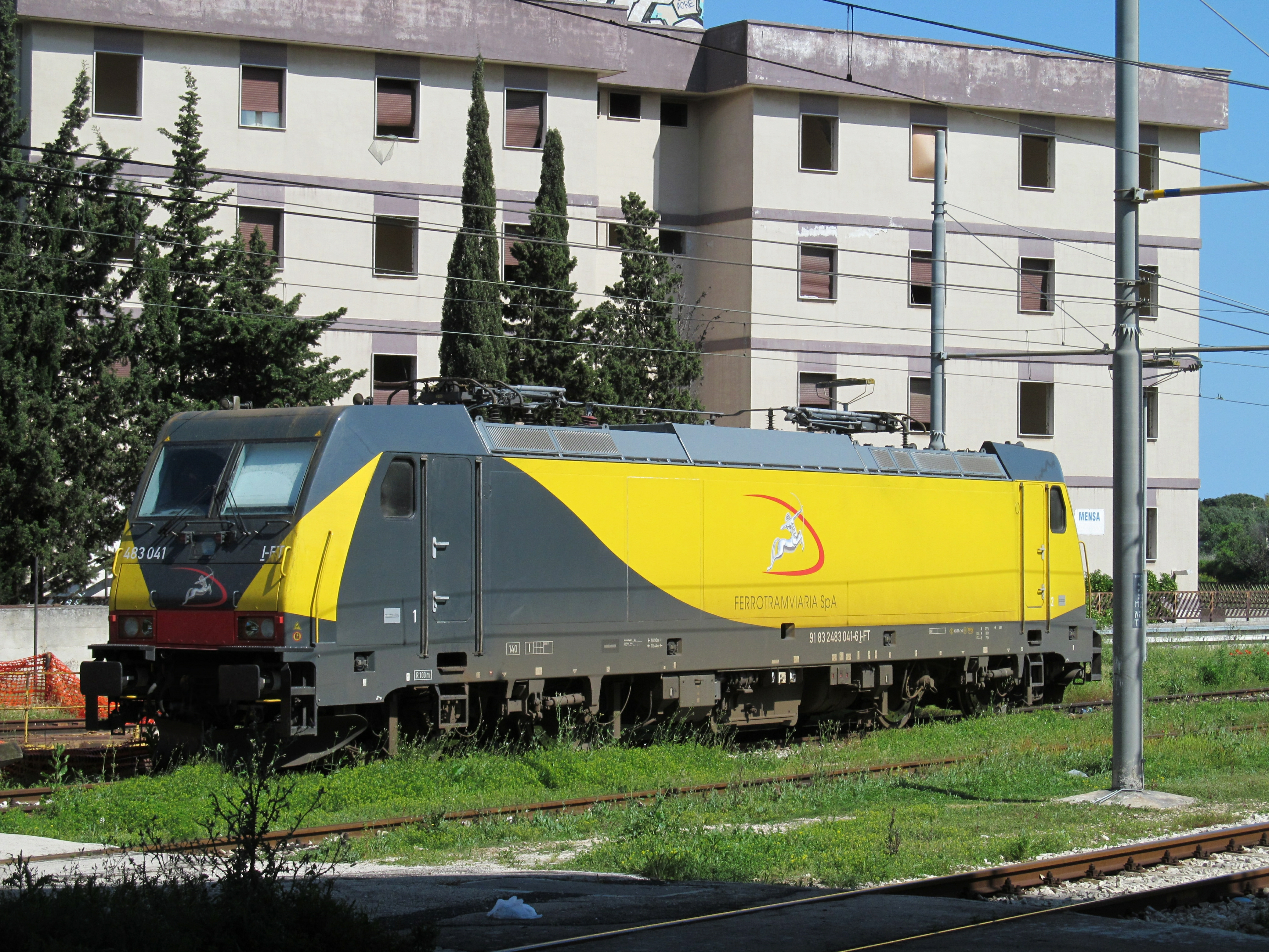
Locomotiva FT E.483.041

A tali unità si accompagna un eterogeneo parco di locomotive di vario tipo, alcune delle quali non più in servizio.
Della dotazione originaria della linea facevano parte due locomotive elettriche, anch'esse di costruzione Stanga/TIBB del 1963, classificate Le 101M÷102V che si distinguevano un il diverso rapporto di trasmissione il quale le rendeva adatte al servizio merci ("M") la prima e a quello viaggiatori ("V") la seconda. Ristrutturata la 101 nei primi anni novanta per il traino delle allora nuove carrozze MDVC, entrambe le unità vennero poi accantonate in seguito all'immissione in servizio di ulteriore materiale automotore.
Sempre per il traffico merci fu acquistata usata dalle DB negli anni settanta una locomotiva Diesel-elettrica del gruppo 280 costruita nel 1951 da Krauss-Maffei e rinumerata presso la FT come V 80-1. Nel 2009 la stessa venne alienata dal parco e ceduta alla società tedesca Deutsche Privatbahn, tornando in Germania l'anno successivo per essere, come veicolo storico, preservata ad Altenbeken.
La locomotiva Diesel De 01 deriva invece dalla ricostruzione, effettuata nel 1952 a cura del TIBB, mediante l'installazione di un motore General Motors sul telaio completo di carrelli di un'elettromotrice Carminati & Toselli/TIBB del 1928 ereditata dalla precedente gestione della ferrovia Bitonto-Santo Spirito, la cui maggior parte del tracciato era stato integrato nella "nuova" Bari-Barletta. Utilizzata prevalentemente per servizi di soccorso in linea, nel 2013 tale unità era accantonata.
Anch'esso appartenente alla dotazione d'origine della Bari-Barletta, Ferrotramviaria dispone di un automotore da manovra classificato De 02 e consegnato nel 1963; di costruzione OMS-TIBB, tale veicolo ha una potenza installata di 90 kW.
Le quattro unità più moderne del parco sono le locomotive Bombardier TRAXX E.483 F140 DC consegnate nel 2013 da Bombardier Transportation per il servizio merci sulla rete RFI e classificate: dal 2013 E.483.040 e 041 dal 2016 la 042 e dal 2017 la 043.

### Prospetto riassuntivo
| Tipo                           | Classificazione   | Anno | Costruttori      | Modello      | Note                                                                                     |
| ------------------------------ | ----------------- | ---- | ---------------- | ------------ | ---------------------------------------------------------------------------------------- |
| Elettromotrici ed elettrotreni |                   |      |                  |              |                                                                                          |
| Elettromotrici                 | EL 01÷07          | 1963 | Stanga / TIBB    | -            | Accantonate                                                                              |
| Elettromotrici                 | EL 03             | 1963 | Stanga / TIBB    | -            | Trasformata in unità diagnostica                                                         |
| Elettromotrici                 | EL 08÷09          | 1964 | Stanga / TIBB    | -            | Accantonate                                                                              |
| Elettromotrici                 | EL 10÷12          | 1980 | Casaralta / TIBB | -            | Accantonate                                                                              |
| Elettromotrici                 | EL 13÷15          | 1994 | Firema / ABB     | E.126 C      | Accantonate                                                                              |
| Elettrotreni                   | ELT 201÷206       | 2004 | Alstom           | Coradia      | Versione a 3 casse                                                                       |
| Elettrotreni                   | ELT 207÷212       | 2008 | Alstom           | Coradia      | Versione a 4 casse a partire dal 2010                                                    |
| Elettrotreni                   | ETR 341 TR01÷TR02 | 2008 | Stadler          | FLIRT        | Già impiegati per i servizi del consorzio Acquario sulla linea Bari-Lecce                |
| Elettrotreni                   | ETR 342 TR01÷TR02 | 2009 | Stadler          | FLIRT        | Già impiegati per i servizi del consorzio Acquario sulla linea Bari-Barletta             |
| Elettrotreni                   | ETR 452 TR03÷TR04 | 2014 | CAF              | Civity       | Ordinati nel 2013, consegnati a settembre 2014, in servizio da dicembre 2014             |
| Elettrotreni                   | ETR 452 TR05÷TR06 | 2015 | CAF              | Civity       | Ordinati nel 2014, consegnati nel 2015                                                   |
| Elettrotreni                   | ETR 452 TR07      | 2015 | CAF              | Civity       | Ordinato nel 2014, consegnato nel 2015                                                   |
| Elettrotreni                   | ETR 104-141       | 2022 | Alstom           | Pop          | Ordinati nel 2022, consegnati a ottobre 2022, in servizio tra il 2023 e il 2024          |
| Rimorchiate e carrozze         |                   |      |                  |              |                                                                                          |
| Rimorchiate                    | Rp. 51÷54         | 1963 | Stanga           | -            | Accantonate                                                                              |
| Rimorchiate                    | Rp. 55÷56         | 1964 | Stanga           | -            | Accantonate                                                                              |
| Rimorchiate                    | Rp. 57÷58         | 1980 | Casaralta        | -            | Accantonate                                                                              |
| Rimorchiate                    | Rp. 59÷61         | 1994 | Firema           | E.126 C      | Accantonate                                                                              |
| Carrozze                       |                   | 1992 |                  | MDVC         | Accantonate                                                                              |
| Locomotive                     |                   |      |                  |              |                                                                                          |
| Locomotive elettriche          | Le 101M÷102V      | 1963 | Stanga / TIBB    | -            | Accantonate                                                                              |
| Locomotive elettriche          | E.483.040÷043     | 2013 | Bombardier       | TRAXX        | Impiegate per servizi merci su rete RFI                                                  |
| Locomotiva Diesel              | De 01             | 1952 | TIBB             | -            | Ricostruzione con motori GM da un'elettromotrice CaTo/TIBB del 1928, ex SAF, accantonata |
| Locomotiva Diesel              | De 02             | 1963 | Stanga / TIBB    | -            | Automotore da manovra                                                                    |
| Locomotiva Diesel              | Di 01             | 2013 | Zephir           | Lokom 11.300 | Automotore da manovra                                                                    |
| Locomotiva Diesel              | V 80-1            |      | Krauss-Maffei    |              | Ex DB 280 007, ceduta nel 2009 alla Deutsche Privatbahn (D)                              |